# ISIS編集学校

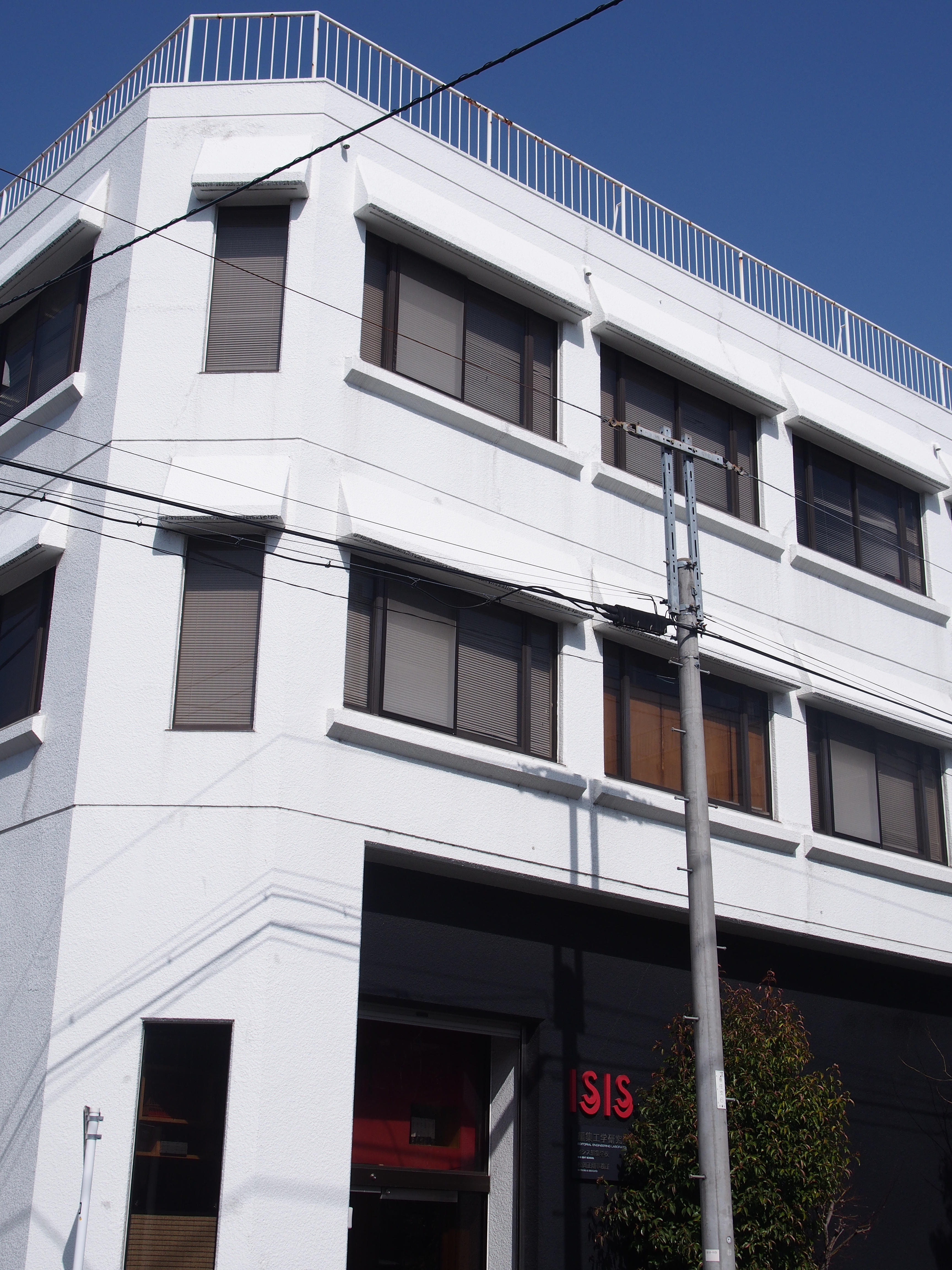
東京都世田谷区赤堤にある松岡正剛事務所。編集工学研究所、ISIS編集学校本部も兼ねる。

イシス編集学校（ISIS編集学校、略称イシス）は、2000年に編集工学者の松岡正剛がインターネット上に開校した「方法の知」のための学校。24時間いつでも、世界中どこでも「編集術」を学ぶことができる。運営元は株式会社編集工学研究所。

## 概説
仕組み
イシス編集学校の講座は、基本コース[守]、応用コース[破]、上級コース[離]・技法研鑽コース[遊]・養成コース[ISIS花伝所]、読書コース[多読ジム]などから構成されている。多様な職業、年代、地域から集った学衆が10人程度の教室で、正解のない編集稽古と、師範代による編集指南により「編集術」を体得する。これまで3万人以上が受講し、師範代（[ISIS花伝所]修了）は580人を超えた。入門者向けにWebで無料体験できる「編集力チェック」、6万冊の本楼での編集ワークショップ「ISISエディットツアー」がある。

　校長 松岡正剛
1944年、京都府生まれ。早稲田大学文学部中退。オブジェマガジン「遊」編集長、東京大学客員教授、帝塚山学院大学教授などを経て、現在、編集工学研究所所長、イシス編集学校校長、角川武蔵野ミュージアム館長。80年代「 編集工学」を創始し、日本文化、経済文化、物語文化、自然科学、生命科学、宇宙、デザイン、意匠図像、文字などの諸分野をまたいで関係性をつなぐ研究に従事。その成果を、様々な企画、編集、クリエイティブに展開。一方、日本文化研究の第一人者として私塾を多数開催。
2000年、壮大なブックナビゲーション「千夜千冊」の連載を開始。同年、eラーニングの先駆けともなる「イシス編集学校」を創立した。近年は「松丸本舗」「近畿大学アカデミックシアター」「角川武蔵野ミュージアム」など本を媒介にした数々の実験的プロジェクトを展開。

　建学の精神　ロゴデザインとISISの由来
ロゴデザインはグラフィックデザイナーの仲條正義が担当した。ISISは “Interactive System of Inter Scores”の略であり、月の舟の意匠は、古代エジプト神話の月の女神・イシスに由来する。ちなみに古代ローマではイシスは舟の女神として崇拝されていた。舟をイシスの子宮の象徴と見立ててい た。そのためイシスの宮殿にはたいてい石で彫られた舟があり、それは「月の舟」であり、「再生の舟」と考えられた。

　　独特な教室名
イシス編集学校の教室名のネーミングはすべて校長の松岡正剛が手がけている。

## 沿革
- 2000年: ISIS編集学校 開校。（同年、「千夜千冊」スタート）
- 2003年: 『プランニング編集術』（東洋経済新報社）出版
- 2005年: 「ISIS花伝所」開講
- 2005年: 「離」開講（松岡正剛直伝「世界読書奥義伝」）
- 2006年: 「遊」開講（「風韻講座」）
- 2008年: 『物語編集力』（ダイヤモンド社）出版
- 2008年:「三冊屋」（ブックフェア企画）
- 2008年:「遊」開講（「物語講座」）
- 2009年: 「業」開講（企業向け）
- 2009年: 「序」セイゴオ先生の編集術体感Webツアー開始
- 2009年: 「松丸本舗」ブックショップエディターを師範、師範代から派遣
- 2010年: 10周年記念感門之盟開催
- 2010年: 平城遷都1300年記念「弥勒プロジェクト」に師範、師範代から派遣

## カリキュラム
- 「本腰祭」読書術コース　3週間
- 「守」基本コース　17週間　　　年2回
- 「破」応用コース　16週間　　　（「守」修了者のみ）
- 「離」専門コース　16週間　　　（「守」「破」修了者のみ）
- 「花伝所」編集コーチ養成コース（「守」「破」修了者のみ）
- 「遊／風韻講座」技法研鑽コース（「守」「破」修了者のみ）
- 「遊／物語講座」技法研鑽コース（「守」「破」修了者のみ）

※ カリキュラムの内容は、いくつかの体験講座で知ることができる。
- 「編集力チェック」＝無料でネットから参加できる。
- 「エディットツアー」「門前指南」＝編集工学研究所1階が会場で松岡正剛の本棚も閲覧可。

## 師範
師範はISIS編集学校のコーチとして活躍できる（微報酬）。また、編集工学の伝道者としてカルチャースクールのワークショップなどに参加する機会を与えられる。学校への貢献が認められると、松岡正剛事務所や編集工学研究所から仕事を紹介してもらえるなどのメリットがある。長期在籍者には、番付のような格付けが成され、「○○院」という特別の呼称を与えられる。
師範の中に、出版・広告関係者でいわゆる有名企業の人はいない。やや名の通った出版社勤務の者もいるが、編集者ではない。
師範や生徒の中には、神秘主義を愛好する者や生業とする者が多く在籍している。「気」関係者、「オーラ」関係者、「占い」関係者、「ダンス」関係者、「舞踏」関係者、「ニューサイエンス」関係者など。かつて松岡校長が精神世界やオカルトに強みを持つ出版社・工作舎を経営していたことから、松岡校長の考えや思想に興味関心を持つ人が集っていると思われる。
編集実務経験者
- 今井歴矢（龍生華道会華道家、「いけ花龍生」編集長、1969年生まれ）
- 大音美弥子（フリーランス編集者、ヨガインストラクター）
- 加藤之康（白夜書房のパチンコ誌「パチンコ必勝ガイド」副編集長）
- 小西明子（マガジンランドの演歌誌「歌の手帖」のふろく季刊「K-POPSTAR」編集長を1年半担当、65年生まれ、韓国の安東大学校卒）
- 土弘真史（プレジデント社、2015年よりプランナーからプレジデントウーマンオンラオン編集部）
- 中野由紀昌（博多の歓楽街・中洲のタウン誌編集者、73年生まれ、専門学校卒）
- 成澤浩一（白夜書房の野球誌「野球小僧」編集長、65年生まれ、日本大卒）

『物語編集力』寄稿者
- 赤羽卓美（フリーランスのゲームクリエイター、プロダクション勤務時にポケモンのトレーディングカード（紙製）制作に関わる、1965年生まれ）
- 太田眞千代（主婦）
- 奥野博（フリーランス、舞踊劇団奇天烈月光団メンバー）
- 倉田慎一（アウトソーシング会社社員）
- 小池純代（歌人、歌集「雅族」、「梅園」の著者、1955年生まれ）
- 高柳康代（ディスプレイ・文化施設づくり調査会社文化総合研究所の事務職）
- 田中俊明（不明）
- 野嶋真帆（不明）
- 林十全（インターネット広告会社社員、舞踊劇団奇天烈月光団メンバー）
- 古野伸治（旭化成社員）
- 森美樹（ディスプレイ会社乃村工藝社社員）

編集学校草創期、運営主体である編集工学研究所には社員が1桁しかいなく、編集学校のコーチを担える人材が不足していた。そこで、松岡の知人で憧れの職業についている人たち－国会議員、フリーアナウンサー、広告ディレクター、美術館学芸員、アーティストなど―をゲストコーチとして招聘しコーチ役を担わせていた。ISIS編集学校は受講者やコーチの顔ぶれが多彩であることをしばしば宣伝しているが、創立当初に1〜2回参加したのみのゲストコーチの職業も暗に含めて説明しているきらいがあった。

## 編集工学研究所
株式会社編集工学研究所は、文化人松岡正剛と編集工学を軸にイベントやカルチャースクールなどを企画運営している、丸善 （旧丸善株式会社・子会社現丸善雄松堂）の親会社丸善CHIホールディングス傘下の孫会社である。
社員
70〜80年代初頭に松岡正剛が起こした出版社工作舎で松岡の部下となり、その後も編集工学研究所で松岡とともにイベント広告業に従事。ISIS編集学校には創立から参画しているほぼ60〜70歳の側近。編集実務経験者は松岡側近の年配者のみ。
- 高橋秀元（編集工学研究所主任研究員[1]、早稲田大学中退、1945年生まれ）
- 大川雅生（編集工学研究所所属以前より編集経験ありとのことだが詳細は一切非公開、ISIS編集学校頭取、導匠、評匠、90年代より参画、1958年生まれ）
- 木村久美子（工作舎の元デザイナー、専門学校卒）

リクルートの映像関連子会社や一般企業OLを経て編集工学研究所で松岡の部下となり、編集工学を修得後、ISIS編集学校では編集コーチ養成コースなどを取りしきっている40〜50台の女性。
- 太田香保（松岡正剛の秘書）
- 佐々木千佳（事務局長、リクルート映像元社員）
- 田中晶子
- 原淳子

実績
平城遷都1300年祭の集大成として「平城京レポート」が作成された。レポート作成につき、奈良県と随意契約をしたのは松岡正剛事務所と編集工学研究所、評論家寺島実朗率いる財団法人日本総合研究所だが、レポート執筆にはISIS編集学校の生徒、師範、師範代、編集コーチ養成コースのコーチが二十数名ほど参加していた。その中には、コーチ資格を持たない一生徒であり、大手広告代理店電通に勤務する者もいた。1300年祭終了後、レポート284ページ中に170ヵ所の誤記・間違い・要確認箇所があることが判明し、その杜撰な編集ぶりが報道された。
当初1.9億円の予算で4冊の書籍を公刊する予定だった（第3冊が平城京レポート）が、2冊を公刊後、平城京レポートの致命的欠陥が発覚したところで、弥勒プロジェクトは事実上取りやめになっている。既刊の2冊『Narasiaの潮流これナラ本』『Narasiaいまナラ本』の双方にも師範、師範代が十数名ずつ参加していた。
2014年度に京都外国語大学で大学生対象に「ライティング編集術ワークショップ」が開催された。その時、平城京レポート等の公刊予定は宙吊り状態であったが、ワークショップには平城京レポート執筆を担当した師範が参加していた。
平城遷都1300年祭「弥勒プロジェクト」の一プロジェクトで奈良県が七千万円をかけて製作したwebサイト「NARAcom」「NARApedia」が公表されず一般に知られることもないまま閉鎖されていたことが判明した。このサイトは「日本と東アジアの未来を考える会」（松岡正剛幹事長）が東アジアの未来のための知のアーカイブとして構築していたはずだった。奈良県からサイトの構築運用を請け負っていたのは、松岡正剛事務所、編集工学研究所、財団法人日本総合研究所のJV（共同企業体）。このwebサイト関連プロジェクトにも、師範が参加していた。弥勒プロジェクトに関わる不祥事が発覚してから現時点（2016年）までに、松岡正剛事務所、編集工学研究所、ISIS編集学校から未だ弁明も謝罪もされていない。